# 2012年国家安全罪行（特别措施）法令
2012年国家安全罪行（特别措施）法令(英語：Security Offences (Special Measures) Bill 2012, 简称國安法（SOSMA）)。此法令是一部負有争议性的法案，据称 "为维护公共秩序和安全以及相关事项，规定与安全犯罪有关的特别措施"。该法案将取代 1960年内部安全法令 。该法案由時任马来西亚首相纳吉·阿都拉萨提出，于 2012 年 4 月 17 日在國會下议院获得批准，并于 2012 年 6 月 18 日获得御准，并于 2012 年 6 月 22 日開始施行。

## 内容
《2012年国家安全罪行（特别措施）法令》目前的形式（2015年6月4日）由8个部分组成，包含32个章节和2个附表（包括一个修正案）。
- 第一部分：初步
- 第二部分：关于安全犯罪的特别权力
- 第三部分：与电子监控设备有关的特别程序
- 第四部分：与敏感信息有关的特别程序
- 第五部分：审判
- 第六部分：与受保护证人有关的特别程序
- 第七部分：证据
- 第八部分：杂项
- 时间表

## 根据该法逮捕
2013年，包括在前国安法被拘留的 雅兹苏法阿（Yazid Sufaat）、哈莉玛·侯赛因 (Halimah Hussein) 和 Mohd Hilmi Hasim 在内的三人是首次在SOSMA下被拘留的嫌犯。他们因涉嫌煽动恐怖主义行为而被捕。 2013年拿篤衝突之后，104名涉嫌与苏禄苏丹国王位申请者之贾马鲁尔·基拉姆三世有联系的菲律宾人在SOSMA下被拘留。这些人包括使用假身份进入沙巴州的基拉姆的几个家庭成员。 

## 争议

### 2016年对政府滥用权力的指控和谴责，并呼吁废除該法令
2016 年，在淨選盟5集会后，包括玛利亚陈在内的 15 名著名民权活动人士在 SOSMA 下被逮捕，导致各方广泛谴责，包括自由律师协会主任 Eric Paulsen、 80 个民间社会组织、 马来西亚人权委员会和美国国务院。一些民权组织还表示，政府使用 SOSMA 來對付和平集会是滥用权力的行爲，是府试图通过严厉的法律來压制异议。 2016 年，80 个知名民权组织集体呼吁废除 SOSMA，称其为過度极端的法律。 

### 2022 國會下議院 SOSMA 议案失败和政治危机
2022年3月23日，内政部长韩沙再努丁在下議院提出动议，要求继续保留不经审判拘留嫌疑人长达28天的权力，并从2022年7月31日开始，将SOSMA第4(5)款的执行时间再延长5年。然而，在国会议员激烈的辩论后，该法案以86票反对，84票赞成，另外50名国会议员缺席的情况下，在集体投票中以2票之差被否决，遭遇了历史性的失败。哈姆扎指出，这并不是政府第一次试图扩大SOSMA第4（5）款规定的拘留权力。哈姆扎说，鉴于其旨在阻止的犯罪行为的严重性，将嫌疑人拘留如此长的时间的预防性法律仍然是必要的。他也强调雖然有人擔心SOSMA會被用来對付政敵，但該法律是处理國家安全威胁的最佳机制。然而，许多反对党议员坚决反对，原因基於、 "条款排除了法院在涉及根据SOSMA拘留嫌疑人时的制衡作用，根据《刑事诉讼法》，犯罪嫌疑人的拘留期限通常为14天。这需要得到治安法庭的批准"，"反对SOSMA并不意味他们支持恐怖主义，SOSMA是一部残酷的法律，任何希望维护正义的人都必须考虑到公平，即使涉及到被告"，"SOSMA被用作政治工具，在2016年八打灵再也议员玛利亚陈领导净選盟2.0运动时，她被拘留的原因仅仅是因为她在倡导自由和公平的民主进程"。这一历史性事件也引发了国家的政治不稳定，来自执政的国阵和巫統的一些议员质疑反对党取消并破坏了政府和马来民族联合组织于2021年9月13日签署的谅解备忘录（MoU）中的协议。2021年9月13日，政府和希望联盟签署了谅解备忘录，以实现政治停火，为国家和人民谋求政治稳定。因此，基於反对派只能投票赞成和弃权的規定，國盟政府不再受谅解备忘录的约束。一些人还敦促在事件发生后以上述和"缺乏领导国家的道德基础"的原因素重新评估或终止谅解备忘录。也有人认为，由于谅解备忘录的其中一项协议规定是首相不会在2022年7月31日前要求举行大选，国阵和巫统议员的这些反应是因爲他们打算向首相施压，要求提前举行大选，以便他们能强势卷土重来，重新组建一个稳定的國陣政府，在政治上占据主导地位。國陣在2018年大选失败后，在2020年沙巴州选举、2021年马六甲州选举和2022年柔佛州选举中连续获得多次选举胜利。
警察总监阿克里·沙尼指出，警方将利用现有的法律，包括刑事诉讼法（CPC）来处理2022年7月31日之后SOSMA下的案件，他的声明还说："这些案件是刑法典第六章（反国家罪），刑法典第五A章（恐怖主义罪）下的罪行。刑法典》第VIB章（有组织犯罪），《2007年反人口贩运和反偷运移民法》第IIA章和《打击海外恐怖主义特别措施》，我们仍然致力于利用现有的法律和已执行的法令，尽最大努力进行调查。2022年7月31日之后，这意味着SOSMA将不再包括最长28天的拘留权。它涉及那些因复杂的安全案件而被拘留的人。这些案件是《刑法》第六章（危害国家罪）、《刑法》第VIA章（恐怖主义罪）、《刑法》第VIB章（有组织犯罪罪）、《2007年反人口贩运和反偷运移民法》第三A章和《打击海外恐怖主义特别措施》规定的罪行。然而，政治分析家、反对党议员和总理府负责议会和法律事务的部长Wan Junaidi都否认了这些回应，他们强调，失败并不意味着对政府失去信心，因为它们不是供应法案或联邦预算，这只是由于政府议会党鞭的失职，政府仍然可以重新提出动议，因为它不是谅解备忘录的一部分，无论提出什么动议都必须首先得到双方同意才能提交。在重新计票时，议长阿兹哈阿兹占·哈仑将投票结果修改为85票赞成，86票反对，但仍无法推翻结果，因为它仍然以1票之差被击败。这一消息是在仁保议员 沙林沙律菲（Salim Shariff ） 指在统计议案票数时，误将土著團結黨议员依德利斯祖索 (Idris Jusoh ) 标记为缺席后曝光的。同时，班底谷议员法米法兹对手动投票的错误表示失望，他说这並不是第一次在计票过程中发生失误，并希望阿扎尔。一些议员也同樣呼吁改善國會的投票程序和系统。阿扎尔向议员们保证，在进行修改之前，已经检查了闭路电视，以确定依德利斯祖索真的在议会中。他也同意应该对系统进行改进，对該建议保持开放的态度，并表示有可能实施虚拟或混合会议，并强调可以提出並對改进的建议进行讨论。在被指责为失败的原因后，法米对几位執政派议员进行了反击，质疑他们爲什麽在投票環節缺席。在答复中，北根议员纳吉和笨珍议员阿末马斯兰分别澄清了各自的理由，前者在法庭上进行案件管理，指责法米愚弄国民，并指责希盟没有通过废除SOSMA来履行其2018年大选宣言，后者則被几个议会官员告知當天没有投票環節。韩沙再努丁确认SOSMA投票将被重新提出，并表示他感到失望和不公。他透露一些執政派议员故意在SOSMA投票環節前离开议会，因为他们 "不喜欢他的脸 "和 "忽略了他们的责任和国家利益"，以及反对党议员 "玩政治"。他还重申了该议案的重要性，他说："如果任何大型集团被削弱，他们需要使用《刑事诉讼法》，并将他们带去面对裁判官。会发生什么？这些犯罪分子可能会销毁证据。这就是为什么28天的拘留期是必要的，以便我们能够找到证据链"。然而，大律师公会宪法委员会联合主席邱进福（Andrew Khoo ）表示，由于《议事规则》第36（3）条规定，已经决定的事项不能在同一届会议上由理事会重新审议，因此重新提交的可能性会被推迟到2023年。他还补充说，"除非有一个实质性的撤销动议，否则不能重新审议。因此，他们只能在明年再次尝试。但是，到了明年，五年的期限就已经过了。"他指的是2022年7月31日，拘留嫌疑人最多28天的五年期限结束。第十四届民联第五次或2022年会议包括三次会议，第一次从2月28日至3月24日，第二次从7月18日至8月4日，第三次从10月26日至12月15日。同时，邱进福说，当该法案在2012年制定时，律师理事会曾表示，28天的拘留期应该缩短，称 "因此，日落条款被写入，每五年审查一次，问题是，如果政府试图提出一项动议，将其从28天改为21天或14天，甚至7天，这是否会被视为有实质性的不同？".